# Preis für Kunsthandwerk
Preise für Kunsthandwerk sind neben Designpreisen und Kunstpreisen, Auszeichnungen im Bereich des Kunsthandwerks und der Angewandten Kunst. Kunsthandwerkspreise werden meist in Form eines Wettbewerbs ausgeschrieben oder von öffentlichen Stellen für besondere künstlerische Leistungen vergeben. Sie zeichnen hervorragend gestaltetes, künstlerisch herausragendes Kunsthandwerk mit dotierten und undotierten Preisen aus.

## Beschreibung
Ein Preis für Kunsthandwerk wird meist im Rahmen eines offenen oder engeren Wettbewerbs durch einen Auslober ausgeschrieben. Die Ausschreibung des Preises für Kunsthandwerk enthält Angaben zum Namen des Auslobers, zur Bezeichnung der Wettbewerbsart, zur gestellten Aufgabe und dem Ziel des Wettbewerbs, zur Höhe und Art des Preises und zu den Namen der Juroren, der Jury. Sie fixiert Abgabe-, Abholungs-, Einlieferungs- und Ausstellungstermine und eventuelle Kosten. Sie sichert dem Designer Versicherungsleistungen, Urheberschaft und Leistungen des Auslobers im Falle einer positiven Jurierung zu.

## Bereiche
In folgenden Bereichen werden Preise für Kunsthandwerk vergeben:
Allgemein:
- Angewandte Kunst
- Kunsthandwerk

Materialbezogen: 
- Buchkunst
- Glas
- Holz
- Keramik
- Kunststoff
- Metall
- Papier
- Schmuck
- Silberschmiedekunst

## Auslober
Auslober und Veranstalter von Preisen für Kunsthandwerk sind öffentliche und gemeinnützige Institutionen, Gemeinden, Landkreise, Museen, Galerien, Stiftungen, Vereine, Wirtschaftsunternehmen, Designer und Verbände sowie Ministerien.

## Auswahl von bedeutenden Preisen für Kunsthandwerk und angewandte Kunst
Deutschland:

### A
- Auguste-Papendieck-Preis

### B
- Bayerischer Staatspreis (Goldmedaille) der IHM, München
- Benvenuto-Cellini-Wettbewerb
- Bochumer Designpreis
- Bremer Förderpreis für Kunsthandwerk

### C
- Coburger Glaspreis

### D
- Danner-Preis der Dannerstiftung

### F
- Friedrich Becker Preis

### G
- Goldener Ehrenring für Goldschmiedekunst

### H
- Hanauer Stadtgoldschmied
- Herbert-Hofmann-Preis
- Hessischer Gestaltungspreis
- Hessischer Staatspreis für das Deutsche Kunsthandwerk

### I
- Immenhäuser Glaspreis

### J
- Justus Brinckmann Preis
- Jutta Cuny-Franz Erinnerungspreis

### K
- Keramikpreis der Frecheren Kulturstiftung
- Klaus Oschmann Preis
- Kunstpreis der Stadt Munster

### L
- Lotte Hofmann Gedächtnis-Preis für Textilkunst

### O
- Oberbayerischer Förderpreis für Angewandte Kunst

### P
- Perron-Kunstpreis

### R
- Richard-Bampi-Preis der Gesellschaft der Keramikfreunde e.V.

### S
- Staatspreis Baden-Württemberg
- Staatspreis Manufactum

### T
- Talente Preis

### W
- Westerwaldpreis  (Keramik)

Internationale Preise für Kunsthandwerk und angewandte Kunst
Japan: 
- Kenji Ekuan Award, Kanazawa (J)
- Monika Kopplin Prize, Kanazawa (J)